# Isaac Amendoim
Isaac Duarte Freire, mais conhecido como Isaac Amendoim (Cana Verde, 15 de maio de 2013), é um influenciador digital e ator mirim brasileiro. Ficou conhecido nacionalmente por interpretar Chico Bento, no live-action Chico Bento e a Goiabeira Maraviósa, no cinema.

## Biografia
Isaac chamou a atenção por seus vídeos mostrando a vida simples no interior e conquistou mais de 4 milhões de seguidores no Instagram. Ele é natural de Cana Verde, em Minas Gerais. Já fazia sucesso nas redes sociais com vídeos mostrando sua rotina na roça. Seu jeito espontâneo e autêntico conquistou milhões de seguidores, chamando a atenção de grandes influenciadores, como Gustavo Tubarão. Seu talento para a atuação ficou ainda mais evidente no filme de Chico Bento, que recebeu elogios da crítica e do público, consolidando-o como um dos nomes promissores da nova geração.

## Carreira
Conquistou notoriedade após interpretar Chico Bento no live-action "Chico Bento e a Goiabeira Maraviósa", baseado no universo de Mauricio de Sousa. O filme venceu o Prêmio Grande Otelo do Cinema Brasileiro na categoria de Melhor Longa-metragem Infantil em 2025. 
Em 2025, Isaac interpretará Picolé, melhor amigo de Candinho (Sergio Guizé), na novela "Êta Mundo Melhor!". A produção, que será exibida na TV Globo, é a continuação do grande sucesso "Êta Mundo Bom!".

## Filmografia

### Televisão
| Ano  | Título            | Personagem                             | Notas       |
| ---- | ----------------- | -------------------------------------- | ----------- |
| 2025 | Êta Mundo Melhor! | Wellington Cristóvão Ferreira (Picolé) | [ 6 ] [ 8 ] |

### Cinema
| Ano  | Título                              | Personagem  | Ref          |
| ---- | ----------------------------------- | ----------- | ------------ |
| 2025 | Chico Bento e a Goiabeira Maraviósa | Chico Bento | [ 9 ] [ 10 ] |